# Chiesa di San Zeno (Pavia)
La chiesa di San Zeno è un edificio religioso situato nella città di Pavia. Già documentata nel 1187, fu parrocchia fino al 1788, quando il piano di riordino governativo delle parrocchie urbane decretò la sua soppressione e, nel 1789, la chiesa fu sconsacrata. Nel 1794 il marchese Luigi Malaspina acquistò l'edificio e ne fece demolire una parte per allargare il suo palazzo. Nella parrocchia di San Zeno risiedeva verosimilmente Francesco Petrarca quando sostava a Pavia. Nella parrocchia abitarono sua figlia Francesca ed il genero Francescolo da Brossano e, nella chiesa, fu sepolto il nipote, chiamato anche lui Francesco, morto a due anni e quattro mesi nel 1368. Il Petrarca dettò allora un'epigrafe latina di sei distici elegiaci che fu posta sulla sepoltura e che ora si conserva nei Musei Civici della città.